# Sniep

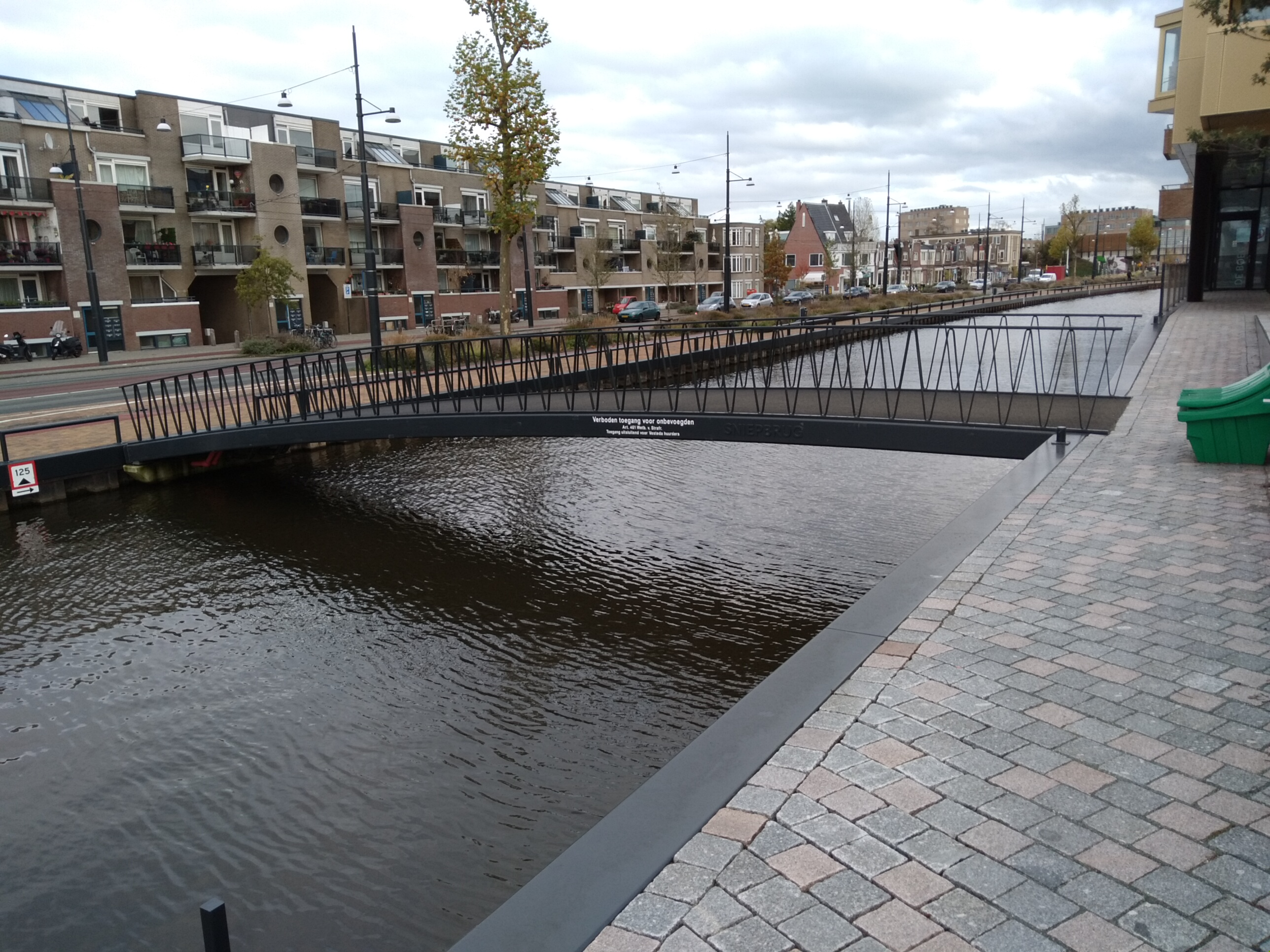
Sniepbrug

Sniep is de naam van een wijk in Diemen, gelegen tussen de Muiderstraatweg en de Weespertrekvaart. Het gebied heeft een driehoekige vorm, aan de noordwestkant is de splitsing tussen de trekvaart naar Weesp en de gedempte trekvaart naar Muiden.
Tot in de jaren negentig bevond zich hier de meubelboulevard van Diemen, die vervangen is door Villa Arena in Amsterdam-Zuidoost. Het sindsdien braakliggende terrein is ontwikkeld tot een nieuwe woonwijk, Plantage de Sniep. Ook op het terrein ten noorden van de Muiderstraatweg zijn woningen verrezen.
Nabij Sniep bevindt zich sinds juli 1990 het eindpunt van tramlijn 9. Sinds 22 juli 2018 is daar het eindpunt van  tramlijn 19.